# Pollichia
Die Pollichia (Eigenschreibweise POLLICHIA) ist ein forschender Naturschutzverein mit Schwerpunkt in Rheinland-Pfalz. Sie zählt etwa 15 regionale Gruppen mit rund 2.800 Mitgliedern. Damit ist die Pollichia nach der Senckenberg Gesellschaft für Naturforschung der zweitgrößte naturforschende Verein im deutschsprachigen Raum.
Der Verein für Naturforschung und Landespflege, wie die Pollichia ihre Ziele im Namenszusatz präzisiert, ist gemeinnützig und ein nach § 29 Bundesnaturschutzgesetz anerkannter Naturschutzverband. Er führt Studienfahrten, Exkursionen und Vortragsveranstaltungen durch. Die diversen Arbeitsfelder der Naturwissenschaften werden in zahlreichen spezialisierten Arbeitskreisen bearbeitet. Außerdem werden rund 80 ha besonders schützenswerter Gebiete von der Pollichia gepflegt.
Sitz des Vereins ist noch der Gründungsort Bad Dürkheim, die Geschäftsstelle befindet sich im neuen Haus der Artenvielfalt in Neustadt an der Weinstraße.

## Struktur
Der Verein wird von einem Präsidium geführt und vertreten. Innerverbandlich werden Entscheidungen vom Hauptausschuss getroffen, in dem neben dem Präsidium die Gruppen und Arbeitskreise vertreten sind. Eine wissenschaftliche Kommission berät das Präsidium und den Hauptausschuss in Fachfragen. Der Verein ist Mitglied des Deutschen Naturschutzrings.
Seit Mitte 2022 gehörten zum Präsidium:
- Präsident: Michael Ochse
- Vizepräsidentin: Michaela Allbach
- Rechner: Ulrich Walter
- Schriftführer: Wolfgang Lähne
- Schriftleiter des Pollichia Kuriers: Heiko Bischoff
- Beisitzer für Naturschutz: Fritz Thomas
- Beisitzerin als Museumsbeauftragte: Dagmar Lange
- Beisitzer für Fundraising: Reinhard Speerschneider
- Beisitzer für Öffentlichkeitsarbeit: Gunter May

Aktive Gruppen bestanden im Jahr 2019 vor allem in Rheinland-Pfalz, aber auch im Saarland: Bad Dürkheim, Bad Kreuznach, Birkenfeld, Donnersberg, Edenkoben, Germersheim-Kandel, Grünstadt, Kaiserslautern, Kusel, Landau, Ludwigshafen-Mannheim, Mittelrhein-Westerwald, Neustadt, Pirmasens, Speyer, Zweibrücken.
Der Verein hat zahlreiche Arbeitskreise:

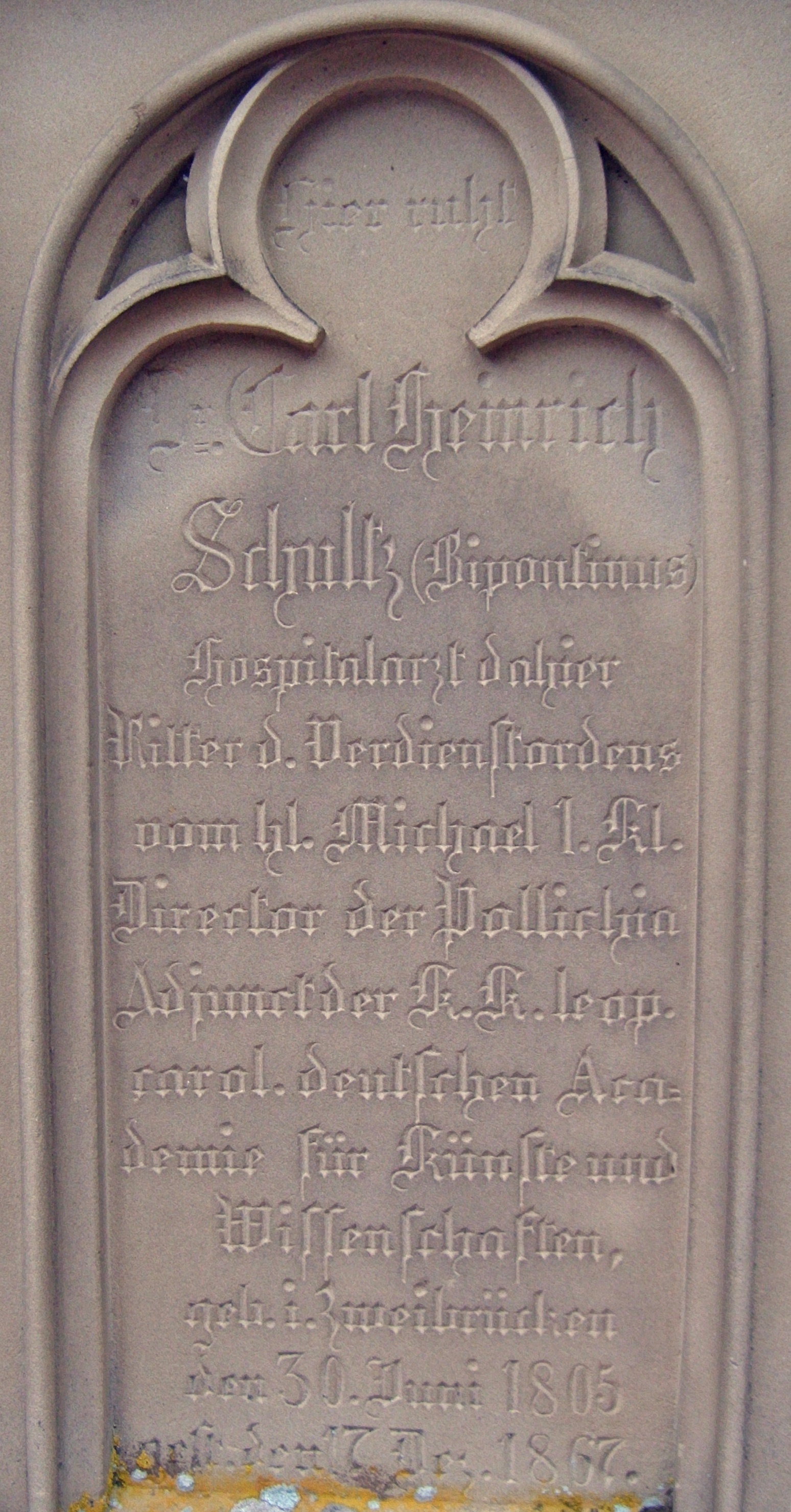
Grabinschrift des Gründers Carl Heinrich Schultz, Friedhof Deidesheim, mit Vermerk: „Director der Pollichia“.

- Astronomie
- Botanik
- Entomologie
- Geowissenschaften
- Herpetologie
- Landespflege
- Meteorologie
- Mollusken
- Moose
- Museumspädagogik
- Mykologie
- Nationalpark Hunsrück
- Naturforschung/Citizen Science
- Neozoen
- Neumayer
- Offenes Haus der Artenvielfalt
- Ornithologie
- Umweltbildung
- Wald
- Wasser und Gewässer
- Wildkatze und Säuger

## Geschichte
Der Verein wurde am 6. Oktober 1840 in Bad Dürkheim (damals Königreich Bayern) auf Initiative des Botanikers Carl Heinrich Schultz von 25 Naturkundlern gegründet und nach Johann Adam Pollich (1741 – 1780), einem bedeutenden pfälzischen Botaniker, benannt. Die Gründer kamen aus den verschiedensten weltanschaulichen Bereichen und wurden von der gemeinsamen Liebe zur Natur zusammengeführt. Es befanden sich darunter Mitstreiter des Hambacher Festes wie z. B. der Arzt und Flechtenforscher Philipp Hepp aus Neustadt an der Haardt, ebenso wie etwa der angesehene Speyerer Domkapitular Bruno Würschmitt, eine Kapazität auf dem Gebiet der Kryptogamen, vornehmlich der Pilze. Der Moosforscher Philipp Bruch (1781–1847) aus Zweibrücken, der Moosforscher Wilhelm Theodor Gümbel (1812–1858) aus Landau, sowie dessen Bruder der Geologe Carl Wilhelm von Gümbel (1823–1898) waren ebenfalls Gründungsmitglieder der Pollichia.
Ende des 19. Jahrhunderts fungierte der namhafte Botaniker Ferdinand Gottfried von Herder aus Grünstadt, der Enkel des berühmten Dichters Johann Gottfried von Herder, als Vereinsvorsitzender. Davor hatte Georg von Neumayer, der Polarforscher und Gründer der Deutschen Seewarte in Hamburg, den Vorsitz inne; er war Ehrenvorsitzender der Pollichia bis zu seinem Lebensende 1909.
Auf Anregung des Pollichia-Gründers Carl Heinrich Schultz untersuchte 1860 der Chemiker Robert Wilhelm Bunsen aus Heidelberg (der Mitglied des Vereins war) das Quellwasser der Maxquelle aus (Bad) Dürkheim. Er fand darin zwei bis dahin unbekannte Elemente: Cäsium und Rubidium.

## Einrichtungen
Im Pfalzmuseum für Naturkunde in Bad Dürkheim hat die Pollichia ihre bedeutenden Sammlungen zur pfälzischen Tier- und Pflanzenwelt hinterlegt. Im Jahr 1998 wurde die Trägerschaft des Pfalzmuseums einem neu gegründeten Zweckverband übertragen und außerdem das Urweltmuseum Geoskop auf Burg Lichtenberg bei Kusel als Zweigstelle des Pfalzmuseums eröffnet. Dort sind die geowissenschaftlichen Sammlungen der Pollichia mit Bezug zum Rotliegend dieser Region untergebracht und teilweise ausgestellt. Das Geoskop ermöglicht Einblicke in das Zeitalter des Rotliegend vor etwa 290 Mio. Jahren.
Das Haus der Artenvielfalt in Neustadt an der Weinstraße ist seit Juli 2015 Sitz der Geschäftsstelle der Pollichia.

## Publikationen
Die Pollichia gibt Bücher und Jahresmitteilungen zu naturwissenschaftlichen Themen heraus. Vierteljährlich erscheint der Pollichia-Kurier mit aktuellen Beiträgen aus dem Vereinsgeschehen und den Arbeitskreisen (Astronomie, Botanik, Faunistik, Geowissenschaften, Mykologie, Ornithologie, Umweltbildung).